# Plasmodium knowlesi
Plasmodium knowlesi è un parassita, agente eziologico di una forma di malaria nei primati, diffuso nel sud-est asiatico. Provoca la malaria nei macachi a coda lunga (Macaca fascicularis), ma può anche contagiare gli esseri umani, sia naturalmente che artificialmente.
Il Plasmodium knowlesi è il sesto parassita della malaria umana (dopo la suddivisione di Plasmodium ovale in 2 sottospecie). Può causare una forma grave di malaria, in quanto il suo ciclo eritrocitico asessuale è di circa 24 ore, con una febbre associata che si verifica tipicamente alla stessa frequenza (cioè la febbre è quotidiana). L'infezione è stata registrata per la prima volta negli esseri umani nel 1965,ma non è un'infezione emergente,in realtà il patogeno ha fatto il salto da tempo ma nessuno se n'è accorto. Rappresenta fino al 70% di casi di malaria in alcune aree del Sud-est asiatico, dove è principalmente localizzata. Il parassita è trasmesso attraverso la puntura da parte delle zanzare del genere Anopheles. Il Plasmodium knowlesi ha pertanto conseguenze sanitarie, sociali ed economiche nelle regioni in cui esso è diffuso.

## Storia della scoperta
Il primo a osservare P. knowlesi fu probabilmente l'italiano Giuseppe Franchini nel 1927, che, esaminando il sangue di Macaca fascicularis, notò la presenza di plasmodi che differivano da Plasmodium cynomolgi e Plasmodium inui. P. knowlesi fu quindi isolato alla Scuola di Medicina Tropicale dell'India, a Calcutta, all'inizio degli anni 1930, in un campione di sangue di un macaco dalla coda lunga importato da Singapore. I ricercatori, che stavano lavorando sulla leishmaniosi, inocularono il sangue infetto da P. knowlesi in tre esemplari di macaco, tra cui un macaco rhesus (Macaca mulatta), riscontrandone l'infettività in entrambe le specie e osservando una maggiore parassitemia per il macaco rhesus, che non è l'ospite naturale del plasmodio. Lo studio fu proseguito da Robert Knowles e Biraj Mohan Das Gupta, che descrissero la specie in dettaglio e dimostrarono l'infettività di P. knowlesi attraverso inoculi nell'uomo. La frequenza della febbre, che indica che P. knowlesi ha un ciclo eritrocitico di 24 ore, fu confermato successivamente. Dai primi anni del 1930 al 1955, P. knowlesi fu usato come agente piretico per il trattamento di pazienti affetti da neurosifilide. Nel 1957 Garnham et al. suggerirono che P. knowlesi potesse essere la quinta specie in grado di causare la malaria endemica negli esseri umani.
Nel 1960, i parassitologi statunitensi Don E. Eyles e G. Robert Coatney condussero esperimento su macachi rhesus presso un laboratorio di Memphis del National Institutes of Health, con l'ipotesi che gli esseri umani non fossero suscettibili alla "malaria delle scimmie". Le prime ricerche avevano concluso che i macachi non potessero ospitare Plasmodium vivax, parassita noto per la malaria umana, pertanto le ricerche di Eyles e Coatney utilizzavano Plasmodium cynomolgi, abbastanza simile a P. vivax, per modellare l'infezione umana. I due ricercatori furono esposti all'infezione, notando il morso pruriginoso causale come un semplice fastidio; tuttavia, Eyles si ammalò di febbre subito dopo l'esperimento. Fu solo alcuni giorni dopo che i due accettarono la possibilità che Eyles avesse contratto la malaria, come confermato dall'esame microscopico del campione di sangue.
Nel 1965, in un uomo di 37 anni, che lavorava come geometra per il servizio di cartografia militare statunitense (U.S. Army Map Service), fu riportato il primo caso di infezione naturale della malaria da P. knowlesi nella nostra specie. Egli, dopo aver compiuto un breve viaggio nella Malaysia peninsulare, viaggiò in Thailandia, dove iniziò a sentirsi male. Il parassita infettante fu inizialmente identificato come P. falciparum; il giorno successivo fu ipotizzata una infezione da P. malariae e, quindi, dopo inoculo su macaco rhesus, fu confermata l'infezione da parte di P. knowlesi. Nell'osservare la popolazione del luogo in cui avvenne l'infezione, il dott. G. Robert Coatney e altri ricercatori scoprirono che essa era regolarmente esposta al parassita e che era ospite comune del parassita, insieme alle popolazioni locali di scimmie; questa osservazione portò quindi alla dichiarazione per cui la malaria delle scimmie costituisce una "vera zoonosi". Prima di somministrare il trattamento farmacologico al geometra, Coatney prelevò inoltre campioni del sangue del geometra, che utilizzò nel suo laboratorio di Atlanta per infettare prigionieri volontari e scimmie.
Un nuovo caso di infezione naturale sull'uomo fu descritto nel 1971, costituito da un grande focolaio infettivo nella provincia del Kapit, Sarawak, nel Borneo malaysiano. La correlazione avvenne tramite l'utilizzo di test di detezione molecolare che distinguono tra Plasmodium knowlesi e Plasmodium malariae, morfologicamente simile. Dal 2004 è stato individuato un aumento dell'incidenza di P. knowlesi nell'uomo in diversi Stati del sud-est asiatico, inclusi Malaysia, Thailandia, Singapore, Filippine, Vietnam, Birmania e Indonesia. Dall'analisi di archivi di campioni, è stata riscontrata la presenza del parassita in Malaysia almeno dagli anni 1990 e causa il 70% dei casi di malaria in alcune aree del Sarawak.

## Evoluzione
Sulla base della teoria della coalescenza bayesiana, è inferito che il più probabile tempo dell'evoluzione di P. knowlesi è 257.000 anni fa (tra 98.000 e 478.000 anni fa con una confidenza del 95%). Yakob et al. calcolarono la probabilità di trasferimento del patogeno dal macaco a coda lunga all'uomo utilizzando un'ananlisi di dinamica adattativa, dimostrando che essa fu determinata dalla densità relativa degli ospiti e dalle preferenze individuali da parte delle zanzare Anopheles.

## Ciclo vitale
Plasmodium knowlesi si replica e completa il suo ciclo vitale nel sangue in cicli di 24 ore, risultando in densità piuttosto alte del parassita in un periodo di tempo molto breve, pertanto può costituire una malattia potenzialmente molto seria se non trattato.
Ciclo vitale: merozoite → trofozoite → schizonte → merozoite
Questi stadi di Plasmodium knowlesi sono microscopicamente indistinguibili da quelli di Plasmodium malariae e i giovani trofozoiti sono identici a quelli di Plasmodium falciparum.
Stadi nella zanzara Anophele: una zanzara ingerisce i gametociti, che si sono formati nel mammifero ospite. Questi possono essere sia microgametociti (che sono gametociti maschili) o macrogametociti (che sono gametociti femminili), che maturano rispettivamente in microgameti e macrogameti e che formano zigoti nell'intestino medio della zanzara. Gli zigoti maturano in oochineti, quindi in oocisti. Infine, le oocisti mature rilasciano sporozoiti che si muovono verso le ghiandole salivari della zanzara.
Sintesi: gametociti → (microgamete o macrogamete) → zigote → oochinete → oocisti → sporozoiti
Stadi nel primate ospite: stadio exoeritrocitico (nel fegato): gli sporozoiti sono iniettati nell'ospite in occasione del morso da parte di una zanzara infetta e sono traslocati al fegato attraverso il flusso sanguigno, dove si riproducono asessualmente a diventare schizonti e quindi merozoiti. Non sono stati ancora individuati iponozoiti nel fegato.
Sintesi: sporozoiti → schizonti → merozoiti
Stadi nel primate ospite: stadio eritrocitico (nel sangue): i merozoiti sono rilasciati nel flusso sanguigno e infettano gli eritrociti, in cui avviene il ciclo asessuale di infezione degli eritrociti. Negli eritrociti, alcuni merozoiti si sviluppano in trofozoiti e quindi in schizonti maturi, che si rompono per rilasciare merozoiti; altri invece si sviluppano in microgametociti o macrogametociti. I gametociti riamngono nel sangue per essere ingeriti dalle zanzare durante il pasto.
Sintesi: merozoite → trofozoite → schizonte → merozoite

## Clinica
Sono state proposte due possibili modalità di trasmissione agli esseri umani: da una scimmia infetta a un essere umano o da un essere umano infetto a un altro umano.
I sintomi iniziano in genere circa 11 giorni dopo che una zanzara infetta ha morso una persona e i parassiti possono essere rilevati nel sangue tra 10 e 12 giorni dopo l'infezione. Il parassita può moltiplicarsi rapidamente risultando in parassitemia molto elevata che può essere fatale.
Sebbene il tasso di infezione corrente da parte del Plasmodium knowlesi sia relativamente basso, è possibile una diagnosi errata, con attribuzione della malattia ad altre specie di parassiti, tra cui P. malariae, specialmente attraverso la sola caratterizzazione microscopica, in quanto per l'identificazione accurata è necessario utilizzare l'amplificazione tramite PCR e/o la caratterizzazione molecolare. Tale forma di malaria può inoltre presentare elevati livelli di proteina C-reattiva e trombocitopenia.
Il ciclo asessuale del parassita nell'uomo e nel macaco, il suo ospite naturale, è di circa 24 ore, pertanto la malattia può essere chiamata malaria quotidiana, in accordo con la designazione della malaria terzana e della malaria quartana. Questa forma di malaria è non recidivante, a causa della mancanza di ipnozoiti nel suo stadio esoeritrocitico.
I sintomi di P. knowlesi negli esseri umani comprendono mal di testa, febbre, brividi e sudorazione fredda. I sintomi clinici individuati da Singh et al. (2004) su 94 pazienti con infezione da P. knowlesi presso l'Ospedale Kapit, nel Sarawak, nel Borneo malaysiano, includevano febbre, brividi e rigore nel 100% dei pazienti, mal di testa nel 32%, tosse nel 18%, vomito nel 16%, nausea nel 6% e diarrea nel 4%.
Sebbene l'infezione da parte di questo organismo non sia normalmente grave, in una minoranza di casi possono verificarsi complicanze potenzialmente letali o addirittura la morte. Le complicanze più comuni sono l'insufficienza respiratoria, la disfunzione epatica compreso l'ittero e l'insufficienza renale. La mortalità, nella serie di casi analizzati da Daneshvar et al. (2009), si attestava in circa il 2%.

## Diagnosi
L'infezione da P. knowlesi, analogamente alle altre forme di malaria, è diagnosticata esaminando strisci su vetrino. La morfologia di P. knowlesi è simile a quella di P. malariae ed è improbabile che la diagnosi avvenga correttamente, eccetto se si utilizzano test molecolari, da effettuarsi in un laboratorio di riferimento per la malaria. Attualmente l'analisi tramite PCR e la caratterizzazione molecolare sono i metodi più affidabili per rilevare e diagnosticare l'infezione da P. knowlesi, sebbene siano tecniche relativamente lente e costose.

## Trattamento
Poiché P. knowlesi impiega solo 24 ore a completare il ciclo eritrocitario, può rapidamente portare a livelli molto elevati di parassitemia con conseguenze fatali. Chiunque presenti condizioni gravi e in rapido peggioramento deve essere trattato in modo aggressivo e urgente come se fosse infetto da malaria da P. falciparum. P. knowlesi risponde bene al trattamento con clorochina e primachina. In uno studio clinico, una buona risposta è stata osservata dopo somministrazione di clorochina per via orale per tre giorni, e, dopo 24 ore, di primachina per due giorni consecutivi. Con questa terapia il tempo mediano di riduzione di Plasmodium knowlesi è stato di 3 ore, con risposta più rapida rispetto a quanto riscontrato nella malaria da Plasmodium vivax, in cui si assesta tra le 6 e le 7 ore.

## Salute pubblica, strategie di prevenzione e vaccini
1. Zanzariere per letto
2. Trattamento medico con meflochina e clorochina
3. Controllo del vettore
4. Irrorazione periodica con insetticidi

## Patologia
Ad oggi, è stato descritto solo un caso post mortem, relativo a un paziente maschio, che manifestò i primi sintomi clinici dopo 10 giorni dall'esposizione, con aggravamento e ricovero nei 4 giorni successivi. Al ricovero, presentava conta eosinofila elevata, trombocitopenia, iponatremia con valori elevati di urea, potassio, lattato deidrogenasi e amino transferasi nel sangue. Dopo aver escluso la febbre dengue, furono individuati plasmodi malarici su film sottile, successivamente identificati come Plasmodium knowlesi tramite PCR. Nel referto autoptico, furono osservati ingrandimento di fegato e milza, presenza di numerose emorragie petecchiali al cervello e all'endocardio; i polmoni presentavano caratteristiche compatibili con la sindrome da distress respiratorio acuto. L'esame istologico mostrò la presenza di globuli rossi parassitati nei vasi del cervello, del cervelletto, del cuore e dei reni, senza evidenza di reazione infiammatoria cronica negli organi esaminati. Analogamente, il fegato e la milza presentavano abbondanti macrofagi e globuli rossi parassitati, mentre i reni presentavano evidenza di necrosi tubulare acuta. Le sezioni del cervello erano negative per la presenza di ICAM-1.